# 贖命24小時
《贖命24小時》（英語：Butterfly on a Wheel）是一部2007年英國、加拿大和拍的懸疑驚悚片，由邁克·巴克執導，威廉·莫里西（William Morrissey）聯合製片和編劇，皮爾斯·布洛斯南、傑瑞德·巴特勒和瑪麗亞·貝羅主演。電影的英文標題暗指亞歷山大·蒲柏的詩《致阿巴斯諾特博士的書信》中的一句：「誰用車輪輾死了一隻蝴蝶？」

## 角色
- 皮爾斯·布洛斯南飾演湯姆·瑞恩（Tom Ryan）
- 傑瑞德·巴特勒飾演尼爾·蘭德爾（Neil Randall）
- 瑪麗亞·貝羅飾演艾比·蘭德爾（Abby Randall）
- 卡倫·基斯·雷尼飾演麥格拉斯警探（Detective McGrath）
- 達斯汀·米利根飾演馬特·瑞安（Matt Ryan）
- 克勞黛·明克（英语：Claudette Mink）飾演朱迪·瑞恩（Judy Ryan）

## 製作
皮爾斯·布洛斯南於2005年底加入演員陣容，瑪麗亞·貝羅和傑瑞德·巴特勒則於2006年1月19日加入。
拍攝於2006年2月開始，2006年5月結束。在芝加哥及溫哥華、洛杉磯進行拍攝，之後移至英國進行後期製作。

## 外部連結
- 互联网电影数据库（IMDb）上《贖命24小時》的资料（英文）
- 爛番茄上《贖命24小時》的資料（英文）